# 世界樹迷宮
《世界樹迷宮》是ATLUS於2007年1月18日發售於任天堂DS平臺上的电子角色扮演游戏，本作以自然的大迷宮為遊戲舞台，玩家能夠在其中探索、對抗怪物，一步步朝最下層解謎。

## 外部連結
- 世界樹迷宮日本官網（页面存档备份，存于）
- 世界樹迷宮英文版官網